# Andropompo
En la mitología griega, Andropompo es un descendiente de Néstor, cuyo hijo Melanto, exiliado a Atenas tras la invasión doria del Peloponeso, se convirtió en rey de Atenas.

## Familia
Cuando los heráclidas expulsaron a los descendientes de Néstor de Mesenia, sus líderes eran:
- Alcmeón, hijo de Silo, hijo de Trasímedes;[1]
- Pisístrato II, hijo de Pisístrato;[1]
- Los hijos de Peón, hijo de Antíloco[1]
- Melanto, hijo de Andropompo,[1][2] hijo de Boro, hijo de Pentilo, hijo de Periclímeno.[1]

Néstor era hijo de Neleo y Cloris, la hija de Anfión. Néstor se casó con Anaxibia y tuvo dos hijas (Pisídice y Policaste), y siete hijos (Perseo, Estratico, Areto, Equefrón, Pisístrato, Antíloco y Trasímedes Según Homero, la esposa de Néstor fue Eurídice, la hija mayor de Clímeno. Periclímeno era hermano de Néstor.

## Hijo y descendientes
Según Pausanias, Andropompo venció a Janto, rey de Tebas en duelo singular, lo que hizo que Tebas pasase de la monarquía a la oligarquía Cuando los heráclidas invadieron el Peloponeso, Melanto, junto con otros exiliados, fue a Atenas y allí derrocó a Timetes, convirtiéndose en rey.
Según el texto bizantino Suda, hubo una disputa fronteriza entre Atenas y Beocia. Janto desafió a Timetes a un duelo, el cual se negó, aceptando Melanto combatir en su lugar. Melanto mató a Janto usando una artimaña.
Melanto fue sucedido por su hijo Codro, el último rey de Atenas, y Medonte, el hijo de Codro, se convirtió en el primer arconte vitalicio de Atenas.
Según Estrabón, Andropompo era descendiente de los exiliados de Pilos que fundaron colonias en Asia Menor, en la región conocida como Jonia Estas colonias fueron establecidas, de acuerdo con Ferécides de Leros, citado por Estrabón, bajo el liderazgo de Androclo, fundador de Éfeso e hijo de Codro, y varios de los otros líderes eran también hijos o nietos de Codro.
| Predecesor: Boro | Reyes de Mesenia | Sucesor: Melanto |